# Светлоярский район
Светлоя́рский райо́н — административно-территориальная единица (район) и одноимённое муниципальное образование (муниципальный район) в Волгоградской области России.
Административный центр — рабочий посёлок Светлый Яр.

## География
На севере район граничит с г. Волгоградом и Среднеахтубинским районом, на северо-востоке — с Ленинским районом, на востоке — с Астраханской областью, на юге — с Республикой Калмыкия и Октябрьским районом, на западе — с Калачевским районом Волгоградской области. Площадь района составляет 3,3 тыс. км².
С точки зрения рельефа территорию района можно разделить на две примерно равные части: западную и восточную. В западной части расположены возвышенности — Приволжская и Ергенинская, граница между которыми проходит по Волго-Донскому судоходному каналу. Восточная часть района расположена в пределах Прикаспийской низменности. У подножия Ергеней вытянулась приуроченная к Сарпинско-Даванской ложбине цепочка Сарпинских озёр. Особой частью Прикаспийской низменности является Волго-Ахтубинская пойма, отделённая от остальной территории района рекой Волга. На юго-востоке района зональными являются Бурые пустынно-степные почвы. Климат резко континентальный с неустойчивым увлажнением посмотрим на него со стороны данных по примеру урочища
Ямки-Хуудук на расположенного на юго-востоке района. Осадки за период наблюдений усредненный 1936-1946 годы янавр 20,9 феврал 21,4 мм март 20,7 мм апрель 27 мм май 35 мм июнь 30 мм июль 30 мм август 20,5 мм сентябрь 10,5 мм октябрь 30 мм ноябрь 38 мм декабрь 31 мм годовая усредненная за этот период менее 320 мм. Период 1947-1957 годы наблюдений январь 18,1 мм февраль 17,8 мм март 19,8 мм апрель 17,7 мм май 15,5 мм июнь 15,7 мм июль 25 мм август 17,3 мм сентябрь 10 мм октябрь 24,5 мм ноябрь 22 мм декабрь 16,3 мм годовая усредненная за этот период 220,7 мм и 1958-1964 годы наблюдений январь 42 мм февраль 17 мм март 20,1 мм апрель 32,3 мм май 25 мм июнь 25 мм июль 23 мм август 47 мм сентябрь 18 мм октябрь 23 мм ноябрь 22 мм декабрь 30 мм годовая усредненная 334,4 мм. И за период 1936-1964 годы усредненная январь 27 мм февраль 18,3 мм март 20,1 мм апрель 22 мм май 25 мм июнь 23,5 мм июль 25 мм август 30 мм сентябрь 12,7 мм октябрь 25,7 мм ноябрь 37 мм декабрь 25,5 мм  годовая норма за период выше указанный 290,8 мм. Минимальная абсолютная температура в данном урочище -35 может быть в январе и феврале, абсолютный максимум +45 в тени может быть в июле и августе. По усредненная данным за период 1960-1984 годы наблюдений в урочище Ямки-Хуудук на юго-востоке района средняя января -6,1 февраля -5,7 марта 0,0 апреля +11,1 мая +18 июня +22,5 июль +25,2 август +23 сентябрь +16,9 октябрь +8,9 ноябрь +2,5 декабрь -2,7 годовая средняя за данный период +9,31 градус. В летним месяца каждый год бывают периоды с дневным максимумом от +40 и выше, порой на 3-5 градуса выше этой цифры. Зима относительно холодная мало снежная, иногда достаточно сурова, весна и осень короткие и достаточно теплые, лето всегда знойное и засушливое.
На территории района имеются месторождения солей: Светлоярский соляной купол. В восточной части района и включая конечно урочище Ямаки-Худук по М.И.Бутыко относится к сухому району, с индексом сухости выше 3 баллов и относящихся к пустынному типу на которых произрастают полынно-солянково-злаковые пустыни и зоографическом плане так же относятся к Предкавказско-Прикаспийским северным пустыням.

## История
23 июня 1928 года на большей части современного Светлоярского района Постановлением Президиума ВЦИК был учрежден Красноармейский район с центром в п. Красноармейск в составе Сталинградского округа Нижне-Волжского края. В связи с расширением городской черты г. Сталинграда 10 июля 1931 года часть Красноармейского района вместе с г. Красноармейск вошла в состав г. Сталинграда. На оставшейся сельской части района райцентром было назначено село Большие Чапурники. С 1934 года Красноармейский район в составе Сталинградского края, с 1936 года — Сталинградской (Волгоградской) области. В 1950 году райцентр был перенесен в с. Светлый Яр. 10 августа 1960 года Красноармейский район был переименован в Светлоярский. С 1.02.1963 по 12.01.1965 район был упразднен.
В существующих границах район существует с 2005 года в соответствии с Законом Волгоградской области от 14 мая 2005 года № 1059-ОД «Об установлении границ и наделении статусом Светлоярского района и муниципальных образований в его составе».

## Население
| 1939    | 1959    | 1970    | 1979    | 1989    | 2002    | 2009    | 2010    | 2011    |
| ------- | ------- | ------- | ------- | ------- | ------- | ------- | ------- | ------- |
| 19 912  | ↘19 505 | ↗31 773 | ↗37 270 | ↘35 483 | ↗39 384 | ↘37 030 | ↗38 355 | ↘38 353 |
| 2012    | 2013    | 2014    | 2015    | 2016    | 2017    | 2018    | 2019    | 2020    |
| ↘38 144 | ↘38 005 | ↘37 552 | ↘37 197 | ↘36 875 | ↘36 499 | ↘36 353 | ↘36 244 | ↗36 336 |
| 2021    |         |         |         |         |         |         |         |         |
| ↘34 550 |         |         |         |         |         |         |         |         |

### Урбанизация
В городских условиях (рабочий посёлок Светлый Яр) проживают 31.23 % населения района.

### Гендерный состав
Мужчин — 46,8 %, женщин — 53,2 %.

### Национальный состав
| Народ         | 1939 год чел   | 2002 год чел.    | 2010 год чел:.   |
| ------------- | -------------- | ---------------- | ---------------- |
| Русские       | 16 988 (85,3%) | ↗ 31 539 (80,3%) | ↘ 30 697 (81,5%) |
| Татары        | 1 674 (8,4 %)  | ↗ 2 599 (6,6%)   | ↘ 2 352 (6,2%)   |
| Украинцы      | 142 (0,7 %)    | ↗ 1 129 (2,9 %)  | ↘ 669 (1,8%)     |
| Чеченцы       | —              | ↗ 654 (1,66%)    | ↘ 506 (1,3%)     |
| Азербайджанцы | —              | ↗ 409 (1,0%)     | ↗ 440 (1,2%)     |
| Армяне        | —              | ↗ 328 (0,8%)     | ↗ 425 (1,1%)     |
| Калмыки       | 820 (4,1 %)    | ↘ 404 (1,0%)     | ↘ 320 (0,8%)     |
| Корейцы       | —              | ↗ 280 (0,7 %)    | ↗ 311 (0,8%)     |
| Другие        | 1 108          | 2 018 (5,1 %)    | 1 910 (4,9%)     |
| Не указали    | —              | 24               | 695              |
| Всего         | 19 912         | 39 384           | 38́ 355           |

По итогам переписи населения 2020 года проживали следующие национальности (национальности менее 0,1 % и другое см. в сноске к строке «Другие»):
| Национальность | Численность, чел. | Доля     |
| -------------- | ----------------- | -------- |
| Русские        | 27 698            | 80,17 %  |
| Татары         | 1719              | 4,98 %   |
| Чеченцы        | 333               | 0,96 %   |
| Армяне         | 323               | 0,93 %   |
| Азербайджанцы  | 299               | 0,87 %   |
| Украинцы       | 226               | 0,65 %   |
| Калмыки        | 210               | 0,61 %   |
| Корейцы        | 179               | 0,52 %   |
| Удины          | 167               | 0,48 %   |
| Турки          | 148               | 0,43 %   |
| Цыгане         | 143               | 0,41 %   |
| Даргинцы       | 121               | 0,35 %   |
| Казахи         | 100               | 0,29 %   |
| Таджики        | 56                | 0,16 %   |
| Белорусы       | 38                | 0,11 %   |
| Другие         | 2790              | 8,08 %   |
| Итого          | 34 550            | 100,00 % |

## Муниципально-территориальное устройство
В Светлоярском муниципальном районе выделяются 10 муниципальных образований, в том числе 1 городское поселение и 9 сельских поселений:
| №  | Муниципальное образование               | Административный центр     | Количество населённых пунктов | Население (чел.) | Площадь (км²) |
| -- | --------------------------------------- | -------------------------- | ----------------------------- | ---------------- | ------------- |
| 1  | Светлоярское городское поселение        | рабочий посёлок Светлый Яр | 5                             | ↘10 864          | 394,42        |
| 2  | Большечапурниковское сельское поселение | село Большие Чапурники     | 2                             | ↗3841            | 162,63        |
| 3  | Дубовоовражное сельское поселение       | село Дубовый Овраг         | 1                             | ↘2009            | 195,10        |
| 4  | Кировское сельское поселение            | посёлок Кирова             | 4                             | ↗5973            | 150,80        |
| 5  | Наримановское сельское поселение        | посёлок Нариман            | 4                             | ↘1874            | 430,23        |
| 6  | Приволжское сельское поселение          | посёлок Приволжский        | 4                             | ↘1959            | 383,65        |
| 7  | Привольненское сельское поселение       | посёлок Привольный         | 3                             | ↘2073            | 408,60        |
| 8  | Райгородское сельское поселение         | село Райгород              | 2                             | ↘2692            | 272,46        |
| 9  | Цацинское сельское поселение            | село Цаца                  | 1                             | ↘1339            | 517,18        |
| 10 | Червлёновское сельское поселение        | село Червлёное             | 3                             | ↘2810            | 269,93        |

## Населённые пункты
В Светлоярский район входят 29 населённых пунктов.
| №  | Населённый пункт   | Тип             | Население | Муниципальное образование               |
| -- | ------------------ | --------------- | --------- | --------------------------------------- |
| 1  | Абганерово         | ж.д. станция    | 850       | Привольненское сельское поселение       |
| 2  | Барбаши            | хутор           | 33        | Светлоярское городское поселение        |
| 3  | Большие Чапурники  | село            | ↗3228     | Большечапурниковское сельское поселение |
| 4  | Громки             | хутор           | 47        | Светлоярское городское поселение        |
| 5  | Дубовое            | посёлок         | 16        | Привольненское сельское поселение       |
| 6  | Дубовый Овраг      | село            | ↘2009     | Дубовоовражное сельское поселение       |
| 7  | Ивановка           | село            | 998       | Кировское сельское поселение            |
| 8  | Инга               | ж.д. разъезд    | 0         | Кировское сельское поселение            |
| 9  | Канальная          | ж.д. станция    | 377       | Червлёновское сельское поселение        |
| 10 | Кирова             | посёлок         | 2616      | Кировское сельское поселение            |
| 11 | Краснопартизанский | посёлок         | 97        | Приволжское сельское поселение          |
| 12 | Краснофлотский     | посёлок         | 225       | Светлоярское городское поселение        |
| 13 | Луговой            | посёлок         | 467       | Приволжское сельское поселение          |
| 14 | Малые Чапурники    | село            | 805       | Большечапурниковское сельское поселение |
| 15 | Нариман            | посёлок         | 1426      | Наримановское сельское поселение        |
| 16 | Новосад            | посёлок         | 508       | Приволжское сельское поселение          |
| 17 | Приволжский        | посёлок         | 1220      | Приволжское сельское поселение          |
| 18 | Привольный         | посёлок         | 1608      | Привольненское сельское поселение       |
| 19 | Прудовый           | посёлок         | 329       | Наримановское сельское поселение        |
| 20 | Райгород           | село            | ↗2848     | Райгородское сельское поселение         |
| 21 | Садовый            | посёлок         | 53        | Светлоярское городское поселение        |
| 22 | Светлый Яр         | рабочий посёлок | ↘10 790   | Светлоярское городское поселение        |
| 23 | Северный           | посёлок         | 264       | Наримановское сельское поселение        |
| 24 | Солянка            | село            | 238       | Червлёновское сельское поселение        |
| 25 | Тингута            | ж.д. станция    | 10        | Наримановское сельское поселение        |
| 26 | Трудолюбие         | село            | 85        | Райгородское сельское поселение         |
| 27 | Цаца               | село            | ↘1339     | Цацинское сельское поселение            |
| 28 | Чапурники          | ж.д. станция    | 1514      | Кировское сельское поселение            |
| 29 | Червлёное          | село            | 2314      | Червлёновское сельское поселение        |

## Экономика
В структуре валового производства на долю сельского хозяйства приходится 47 % продукции, промышленности — 14 %.

### Сельское хозяйство
Светлоярский район является сельскохозяйственным районом. Специализация сельхозпредприятий — зерновые культуры, молоко, мясо, шерсть, овощи, рыба.

### Транспорт
Особенностью Светлоярского района является то, что по его территории проходит Волго-Донской судоходный канал. Из 13 шлюзов канала — 6 находятся на территории района. Через поля района проходит оросительная система с водозабором из р. Волга, по которой подаётся вода в степи Калмыкии и орошаются поля области.